# Прищитоподібна залоза
Прищитоподібні залози - великі тільця, овальної форми.
Всього їх є 4 (парні органи): 2 верхні (glandula parathyroidea superior) і 2 нижні (glandula parathyroidea inferior).
Вони розташовані на задній поверхні бічних часток щитоподібної залози назовні від капсули, в ділянці гілок нижніх щитоподібних артерій.
Гормон прищитоподібних залоз - паратгормон. Регулює кількість кальцію та фосфору в організмі.
Залози є паранхімозними органами з власними волокнистими капсулами, від яких всередину відходять сполучнотканинні перегородки. Паренхіма прищитоподібних залоз продукує паратгормон, який регулює фосфокальцієвий обмін в організмі людини. 
Розвиваються прищитоподібні залози з епітелію ІІІ - IV забрових дуг.
Ці залози (glandulae parathyroideae) розміщені на задній поверхні щитоподібної залози (facies posterior glandulae thyroideae).
Можуть бути додаткові прищитоподібні залози (glandulae parathyroideae accessoriae.
Верхні та нижні прищитоподібні залози  в еволюції хордових з'явилися лише в нижчих наземних хребетних. У людини вони найчастіше мають вигляд чотирьох маленьких тілець (6 х 4 х  2 мм), розташованих біля кінців кожної частки щитоподібної залози.  Прищитоподібні та щитоподібна залози вкриті спільною волокнистою капсулою.
Основна функція прищитоподібних залоз полягає в регулюванні обміну кальцію.
У ранньому ембріогенезі прищитоподібні залози розвиваються з епітелію третьої та четвертої правих і лівих глоткових кишень.
Кровопостачання та іннервація  спільні з щитоподібною залозою.
Розрізняють такі порушення функції прищитоподібних залоз: гіпопаратиреоз (зниження функції) і гіперпаратиреоз (підвищення функції).
Гіпопаратиреоз - це захворювання, пов'язане із недостатньою секрецією паратиреоїдного гормону і характеризується вираженими порушеннями фосфорно-кальцієвого обміну. Типовими для гіпопаратиреозу є напади тетанії - мимовільні болючі тонічні судоми м'язів, при яких втягуються симетричні групи згиначів кінцівок, у важких випадках - м'язи обличчя. Кисті рук при судомних нападах стискаються, руки зводяться. Спазматичні скорочення дихальних і глоткових м'язів можуть призвести до ядухи. Крім судомних явищ, відмічається руйнування зубів, випадання волосся, схуднення.

При гіперпаратиреозі спостерігають мобілізацію (вимивання) мінеральних солей з кісток та відкладання кальцію в судинах, нирках і серці. Внаслідок гіперкальціємії(збільшення вмісту кальцію у крові) і метастатичного звапнення міокарда розвивається сповільнення серцевих скорочень аж до зупинки серця. Процеси резорбції кісток переважають над новоутворенням, внаслідок чого вони стають м'якими, деформованими, іноді ламкими.
| Череп | Це незавершена стаття з анатомії. Ви можете допомогти проєкту, виправивши або дописавши її. |